# Preston (Dorset)
Preston – wieś w Anglii, w hrabstwie Dorset. Leży 6 km na południe od miasta Dorchester i 187 km na południowy zachód od Londynu.